# Astyanax altiparanae
Astyanax altiparanae är en fiskart som beskrevs av Garutti och Heraldo A. Britski 2000. Astyanax altiparanae ingår i släktet Astyanax och familjen Characidae. Inga underarter finns listade.